# Sertânia (filme)
Sertânia é um filme de drama de 2020 dirigido, escrito e montado por Geraldo Sarno com produção da Cariri Filmes, estrelado por Vertin Moura, Julio Adrião e Kécia Prado e Lourinelson Vladmir. Teve sua estreia no circuito de Festivais Cinematográficos no ano de 2020, entre eles Festival de Havana, Mostra de Cinema de Tiradentes e Festival Ecrã.
O filme relata os delírios de Antão (Vertin Moura), um jagunço que faz parte do bando de Jesuíno (Julio Adrião), misturando metalinguagem e montagem não-linear vemos as carências emocionais e projeção da figura paterna em Jesuíno, o conflito interno a respeito dos assassinatos que Antão provoca e a fome no nordeste.
Com sua exibição online e gratuita nos festivais de cinema brasileiros, acabou chamando a atenção de cinéfilos e ganhando rapidamente o status de cult, oriundo principalmente da sua montagem de cenas, que mesclam imagens de arquivo, dramatização e até inserções da própria produção no filme e sua história enraizada na cultura nordestina. Com referências ao movimento cinematográfico do Cinema Novo e Glauber Rocha, a fotografia preto e branca e a montagem descontínua agregam maior valor ao filme, assim como as discussões raciais e a miséria nordestina comum no inicio do século passado.

## Enredo
A história se inicia com Antão Jararaca, também conhecido com Gavião, da cidade de Canudos e filho de Antônio Conselheiro. Quando criança, Antão é levado para São Paulo, e faz carreira militar, porém retorna já adulto, mas para Sertânia, na esperança de reencontrar sua mãe, contudo se ingressa no bando do capitão Jesuíno (Julio Adrião). Ressaltando a tradição litúrgica, Jesuíno presenteia Antão com um crucifixo, afirmando que aquele objeto o protegerá. De início, Jesuíno mostra-se imponente e superior, mas logo se revela cheio de medos, mas ao mesmo tempo cruel e assassino a sangue frio. Em uma invasão à cidade de Sertânia, Antão é baleado preso e morto pelo próprio bando de Jesuíno. Ele foi traído. A história mostra as crônicas cicatrizes sociais de várias regiões do Nordeste, como a fome, a sede, seca e as desigualdades sociais, de acordo com o próprio autor. Geraldo Sarno quer passar a mensagem de que nada mudou e que tudo continua como sempre desde que o pequeno Antão foi para São Paulo.
Embora a história se passe na cidade de Sertânia, estado de Pernambuco, as cenas são gravadas nas cidades de Brumado, Marcionílio Souza e Milagres, todas na Bahia.
Sinopse
O jagunço Antão, personagem do ator Vertin Moura, é um dos integrantes do bando de cangaceiro de Jesuíno (vivido pelo ator Julio Adrião). Quando a cidade de Sertânia é invadida por bandidos, Antão é ferido, preso e deixado para morrer. Enquanto se agoniza baleado e rastejando pelas paisagens nordestinas da Caatinga, delirando, entramos na mente do personagem recordando de forma não-linear ou confiável dos acontecimentos que precedem o atual momento. Conhecemos assim Jesuíno, líder de um bando de cangaceiros ao qual Antão se afilia a troco de libertar o nordeste do soldados liberais da República. Seu passado também é revelado aos poucos, como a ausência de uma figura paterna, a criação na capital paulista e a volta à Paraíba, assim como momentos juntos a gangue de Jesuíno e momentos pós-morte os acontecimentos que antecedem o atual momento. São apresentadas durante o filme cenas contraditórias, como o suposto assassinato de Jesuíno cometido por ele, referências à Santa Ceia, etc., mas são frutos dos delírios de Antão.